# Korotschun (Fest)
Korotschun (russisch Корочун, slowakisch Kračún) ist das slawische Fest der Wintersonnenwende. Die Bezeichnung rührt möglicherweise vom Wort korotko für kurz (der kürzeste Tag des Jahres) her.  Eine andere Theorie führt den Namen auf die rumänische Bezeichnung für Weihnachten – crâciun – zurück.